# Kristiina Ehin
Kristiina Ehin (ur. 18 lipca 1977 w Rapli) – estońska poetka, pisarka, tłumaczka i piosenkarka.       

## Życiorys
Kristiina Ehin urodziła się 18 lipca 1977 r. w Rapli, w północno-zachodniej Estonii. Jej ojcem jest pisarz, poeta i tłumacz Andres Ehin, matka, Ly Seppel jest poetką i tłumaczką. W latach 1995–2004 studiowała estońską i porównawczą poezję ludową na Uniwersytecie w Tartu. 
Od 1995 do 2000 r. pracowała również jako nauczycielka tańca. Od 1996 r. jest niezależną pisarką. W 2011 r. wyszła za mąż za muzyka Silvera Seppa. Od 2012 r. jest członkiem zespołu fokowego Naised köögis. 

## Twórczość
Kristiina Ehin zaczęła publikować swoje pierwsze utwory kiedy była studentką Uniwersytetu w Tartu, razem z tuzinem innych młodych pisarzy z Grupy Pustelników (Erakkond). Po ukończeniu studiów skupiła się na badaniu starych estońskich piosenek ludowych i śpiewaniu w zespole folkowym. Mieszka w Tartu, pracuje jako tłumaczka, tancerka, nauczycielka i dziennikarka. Pierwszy tom wierszy Kevad Astrahanis: luuletusi 1992–1999 wydała w 2000 roku. Zbiór wierszy Kaitseala został napisany na wyspie Mohni, podczas roku spędzonego jako strażnik rezerwatu przyrody. W 2006 r. otrzymała za nią Kultuurkapitali luulepreemia i Gustav Suitsu luulepreemia. 
Ehin uczestniczyła w wielu międzynarodowych festiwalach poezji i literatury począwszy od Iżewska do Islandii. Wybrane wiersze i opowiadania zostały przetłumaczone na angielski, polski, rosyjski, szwedzki, słoweński, islandzki, fiński, słowacki, udmurcki, komi i niemiecki.

## Wybrane dzieła

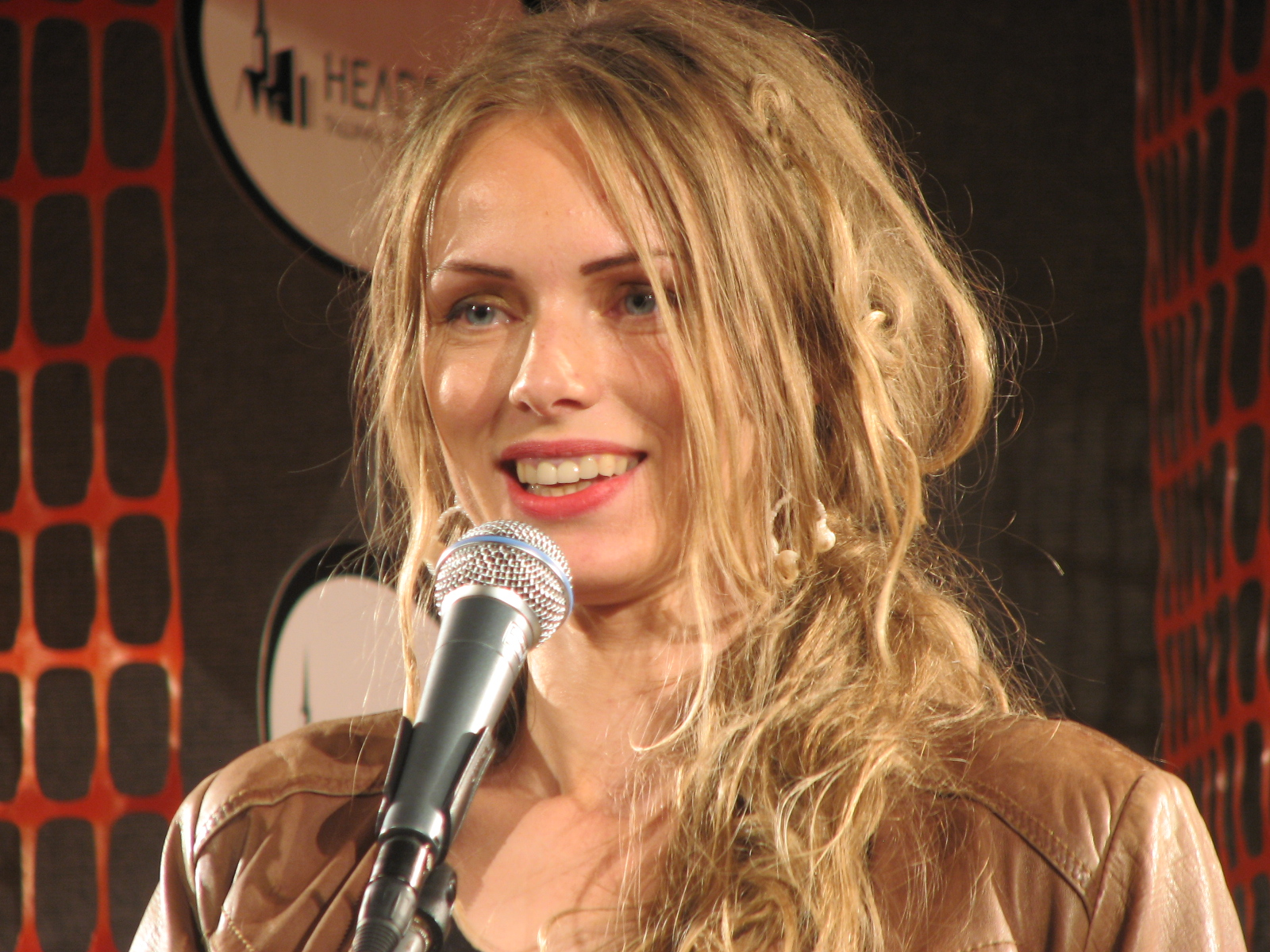
Kristiina Ehin

### Poezja
- Kevad Astrahanis: luuletusi 1992–1999, 2000
- Simunapäev, Tallinn 2003
- Luigeluulinn, Tallinn 2004
- Kaitseala, Huma 2005
- Emapuhkus, Pandekt 2009
- Viimane Monogaamlane. Luuletused ja jutud, Pegasus 2011
- Kohtumised, 2017
- Aga armastusel on metsalinnu süda, 2018

### Proza
- Pillipuhujanaine ja pommipanijanaine. Uudisjutud ja kirjad, 2006
- Päevaseiskaja - Lõuna-Eesti muinasjutud, 2009
- Kirjatud teekond, 2012
- Paleontoloogi päevaraamat, 2013

### Tłumaczenia
- Fredrick Forsyth, Iirimaal mürgimadusid ei ole, 1995
- Penelope Fitzgerald, Taevasinine lill, 1999
- Robert Bly, Ürgmees: raamat meestest, 2002
- Edvard Kocbek, Ninniku, 2002